# Эда Харедит
Эда Харедит (ивр. העדה החרדית‎) — зонтичная организация, объединяющая разные иудейские общины, нелояльные к государству Израиль (кроме наиболее маргинальных групп «Нетурей Карта»). Наибольшую известность имеет независимый орган по надзору за кашрутом «Эда Харедит», один из наиболее авторитетных в Израиле и мире.

## История
Эда Харедит была основана раввином Йосефом Хаимом Зонненфельдом и раввином Ицхаком Ерухамом Дискиным (сыном раввина Иегошуа Лейба Дискина) в 1921 году, до учреждения сионистским движением под эгидой Великобритании Главного раввината, в результате которого раввин Зонненфельд был назван первым Ав Бейт дином, должность, которую он занимал до своей смерти в 1932 году. Во время его пребывания на этом посту контроль Османской империи над Палестиной исчез, сменившись британским контролем над регионом согласно британскому мандату в Палестине после Первой мировой войны.
Эда Харедит выступила против нового созданного британцами сионистского главного раввината.

## Антисионизм
Антисионистская позиция Эда Харедит идеологически вытекает из книги Вайоэля Моше, написанной ее бывшим лидером и главным раввином Йоэлем Тейтельбаумом, которая считается стандартом и которой определяются все вопросы, касающиеся современного государства Израиль. Например, община запрещает голосовать на выборах в Кнессет и запрещает принимать какое-либо финансирование от правительства Израиля (например, субсидии на школы и пособия по безработице), а также не принимает израильское гражданство в соответствии с Законом о возвращении. Согласно Ynetnews, «Это [Эда] объявила идеологическую войну против „еретического сионистского правительства“».
Государственный «Главный раввинат» признает заключение браков и разводов раввинским судом Эды в соответствии с соглашением, восходящим к британскому правлению. Тем не менее, как и все действия, осуществляемые неправительственными организациями, новообращенные в иудаизм, которые обращаются через суды Эда, не признаются и не имеют права на получение гражданства в соответствии с Законом о возвращении.
В 2002 году раввинское руководство Эда написало дополнительное введение к Вайоэлю Моше. Во введении упоминалось: «и необходимо изучить этот предмет [сионизм]… священная книга „Вайоэль Моше“ откроет [своим читателям] глаза, чтобы увидеть [причины] всех бед и ужасов нашего времени, и не даст читателям увлечься сионистской ересью, да спасет нас Милостивый».
В 2006 году, во время кампании против участия харедим в парламентских выборах в Израиле, Эда обвинила сионистов в том, что они сыграли определенную роль в Холокосте.
В марте 2008 года статья в газете «Эда» подвергла критике «первого хасидского полицейского» и газеты, которые восхваляли его, и призвала изгнать его из мира харедим. В нем говорилось о том, что он принес своих детей Молоху. Обращаясь к нему лично, о нем говорилось: «и даже если вы велики в своих собственных глазах, вы ничего не стоите»; и: «Мы продолжим нашу непрерывную войну, дни которой такие же, как дни существования сионистского образования, против них и против всего, что вы представляете».

## Влияние
Последователи общин, составляющих Эда Харедит, в основном проживают в северных районах Иерусалима (от Хар Нофа до Синедриона и в Меа Шеарим) и в Бейт-Шемеше. Эда Харедит включает в себя следующие группы: Сатмар, Душинский, Толдос Аарон, Толдос Авраам Ицхак, Спина, Санц-Цхокаве, группы, принадлежащие к перушим (такие как более «умеренное» крыло Нетурей Карта), фракция бреславльских хасидов, возглавляемая раввином Яаковом Меиром Шехтером, и Мишкенос ГоРоим. Эда Харедит издает еженедельный журнал под названием «Эда», издаваемый на иврите. Этот журнал используется для освещения взглядов руководства общины Эда Харедит по различным вопросам, а также статей о еврейской мысли, включая еженедельную часть Торы и биографии умерших лидеров общины Иерусалима.
В ответ на многодневные протесты харедим в Иерусалиме в 2009 году тогдашний президент Израиля Шимон Перес охарактеризовал Эда как «радикальное меньшинство».

## Надзор за кашрутом
Эда Харедит известна своими высокими стандартами раввинского надзора за кошерной пищей и считается одним из самых строгих хехшейримов в Израиле. Его часто называют просто хехшер «Бадац», что расшифровывается как Бейс Дин Цедек (буквально «Суд праведного закона»), стандартный термин для раввинского апелляционного суда. Продукция, сертифицированная Эда, маркируется логотипом Эда.

## Раввинский суд
Исторически двор возглавляет как главный раввин, называемый «Гаавад» גאב"ד, так и глава раввинского суда, называемый «Раавад» ראב"ד. «Раавад» является первым человеком в линии наследования «Гаавад» и обычно поднимается на роль «Гаавад» после смерти или отставки «Гаавада».
Ниже перечислены видные члены раввинского суда Эда:
Главные раввины
1919—1932: Раввин Йосеф Хаим Зонненфельд (1849—1932)
1932—1948: Великий Раввин Йосеф Цви Душинский, Первый Душинский Ребе (1867—1948)
1947—1953: Раввин Зелиг Реувен Бенгис (1864—1953)
1953—1979: Великий раввин Джоэл Тейтельбаум Сатмарский (1887—1979)
1979—1989: Раввин Ицхок Яаков Вайс (1901—1989; автор Minchas Yitzchak, ранее из Бет Дина Манчестера, Англия)
1989—1996: Раввин Моше Арье Фройнд (1904—1996; автор Ateres Yehoshua (Chassidei Satmar)
1996—2002: Великий раввин Исроэль Моше Душинский, второй Душинский ребе (1921—2003; сын раввина Йосефа Цви Душинского, перечисленный выше)
2002—2022: Раввин Ицхак Тувья Вайс (1926—2022; бывший даян общины Максике Хадасс, Антверпен, Бельгия)
2023—: раввин Моше Штернбух